# Jiří Šimáně (podnikatel)
Jiří Šimáně (* 19. prosince 1949, Plzeň) je český podnikatel, zakladatel a spolumajitel finanční skupiny Unimex Group. Podle časopisu Forbes byl 35. nejbohatším Čechem v roce 2021 s majetkem v hodnotě 9,1 miliardy Kč.

## Život
Vystudoval práva na Právnické fakultě UK (1973). V roce 1976 začal pracovat ve firmě Strojexport, kde se zabýval vývozem investičních celků. V letech 1988–1991 byl obchodním zástupcem Strojexportu v Zambii. Roku 1991 založil, spolu s Jaromírem Šmejkalem, firmu Unimex Group. Zpočátku se firma orientovala na bezcelní obchody (obchody duty free). Časem investovala do sítě kutilských obchodů OBI, z jehož pěti prodejen později vznikla jím ovládaná značka UNI HOBBY, do obchodu s vínem (Global Spirit a Global Wine), do cestovního ruchu (Čedok), letecké dopravy (Smartwings) aj.
V roce 2016, v souvislosti se vstupem čínské společnosti CEFC do fotbalového klubu Slavia Praha, se stal menšinovým spoluvlastníkem Slavie a předsedou představenstva. Po sporech s reprezentantem CEFC Jaroslavem Tvrdíkem však na svůj post rezignoval.
V roce 2017 byl hostem na svatbě premiéra České republiky Andreje Babiše z hnutí ANO, které podporuje.
V roce 2018 si splnil svůj sen a odkoupil od státu (tedy České republiky) a od Korean Air podíly svého konkurenta na poli letecké dopravy Českých aerolinií, kterou tak ovládl.